# Пиянството на един народ
„Пиянство на един народ“ е наименованието на глава 16 от втората част на романа „Под игото“ на Иван Вазов.
В нея Вазов пише:
| „ | И ние сами, съвременници на описуемата епоха - отрезвели вече от цял ред исторически примери, се чудим и маем какво е било това умствено опиянение, това сюблимно безумство на народа, да се готви на борба с една страшна империя, с велики още военни сили? [...] Историята рядко ни дава пример за такава самонадеяност, която приближава до лудост. Българският национален дух никога не се е вдигал до такава висота и надали ще се вдигне друг път... | “ |

От литературата изразът е навлязъл и в разговорната реч, и в езика на българските журналисти, като се ползва в различни контексти:
- Може да изразява скептично настроение спрямо масови обществени очаквания за промени към по-добро. [1][2]
- Спортните журналисти използват фразата, когато отразяват или коментират моменти на национална спортна еуфория. [3]
- Фразата се използва и по повод изнасяне на статистики или изследвания на алкохолизма сред българите. [4][5]